# Lohner (bergskedja i Schweiz)
Lohner är en bergskedja i Schweiz.   Den ligger i kantonen Bern, i den centrala delen av landet, 60 km söder om huvudstaden Bern.
Lohner sträcker sig 3,1 km i sydvästlig-nordostlig riktning. Den högsta toppen är Vorder Lohner, 3 049 meter över havet.
Topografiskt ingår följande toppar i Lohner:
- Mittaghorn
- Vorder Lohner

Trakten runt Lohner består i huvudsak av gräsmarker. Runt Lohner är det glesbefolkat, med 14 invånare per kvadratkilometer.